# San Juan del Sur
San Juan del Sur est une municipalité du sud-ouest du Nicaragua, port de pêche sur l'océan Pacifique. Elle fait partie du département de Rivas. La population de la municipalité est estimée à 18 000 habitants.

## Histoire
Le site a été découvert par l'espagnol Andrés Niño en 1522 alors qu'il recherchait un passage pour atteindre le lac Nicaragua.
Le port a eu une grande importance au milieu du XIXe siècle lors de la ruée vers l'or en Californie. Des milliers d'américains partaient de New York et traversaient l'isthme centre-américain en remontant le fleuve San Juan et le lac Nicaragua, puis empruntaient la voie ferrée jusqu'à San Juan del Sur, où ils prenaient le bateau pour San Francisco.
Aujourd'hui c'est le tourisme qui anime la cité, les plages y attirant de nombreux surfeurs.

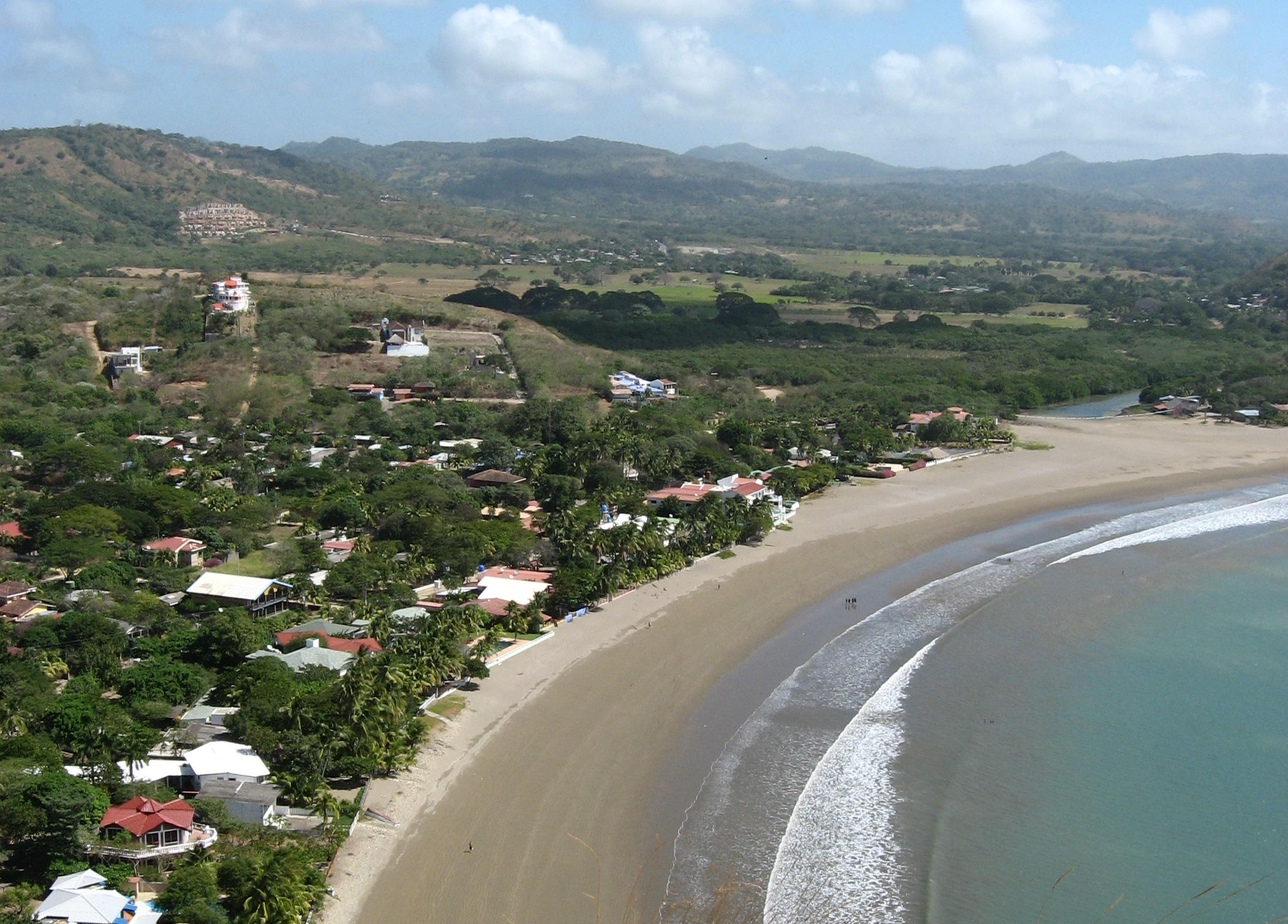
Plage de San Juan del Sur (2007).